# Rancho Nuevo de Galvanes
Rancho Nuevo de Galvanes är en ort i Mexiko.   Den ligger i kommunen San Miguel de Allende och delstaten Guanajuato, i den centrala delen av landet, 250 km nordväst om huvudstaden Mexico City. Rancho Nuevo de Galvanes ligger 1 967 meter över havet och antalet invånare är 169.
Terrängen runt Rancho Nuevo de Galvanes är platt åt nordväst, men åt sydost är den kuperad. Runt Rancho Nuevo de Galvanes är det ganska tätbefolkat, med 80 invånare per kvadratkilometer. Närmaste större samhälle är San Miguel de Allende, 19,9 km söder om Rancho Nuevo de Galvanes. Omgivningarna runt Rancho Nuevo de Galvanes är i huvudsak ett öppet busklandskap.